# Fort Shawnee

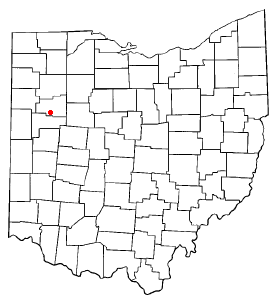
Fort Shawnee na planie stanu Ohio

Fort Shawnee – wieś w USA, w stanie Ohio.
Liczba mieszkańców w 2010 roku wynosiła 3 726, a w roku 2012 wynosiła 3 643.